# Matt Bomer
Matthew Staton (Matt) Bomer (Spring, 11 oktober 1977) is een Amerikaanse film-, toneel- en televisieacteur. Hij speelde in onder meer de series White Collar en Chuck. Hij speelde een van de hoofdrollen in de met twee Emmy Awards bekroonde  film The Normal Heart. Zelf was hij genomineerd voor een Emmy Award in de categorie Outstanding Supporting Actor in a Miniseries or Movie.

## Biografie
Nadat Bomer in 2000 op de Carnegie Mellon University afstudeerde, verhuisde hij naar New York en werkte hij op het podium, totdat hem een kleine rol als Ian Kipling in All My Children werd aangeboden. Daarna, in 2001, was hij als Ben Reade in de soap Guiding Light op CBS te zien. Een paar jaar daarna speelde hij als Luc in Tru Calling, een sciencefiction-televisieserie. Bomer verscheen in 2004 in de soapserie North Shore en in 2005 in de film Flightplan, een thriller met Jodie Foster. In The Texas Chainsaw Massacre: The Beginning speelde Bomer de veteraan Eric. Bomer was in 2007 te zien als hoofdrolspeler in Traveler en nog in datzelfde jaar als terugkerend personage in de actie- en comedyserie Chuck. Op 23 oktober 2009 maakte hij als meesteroplichter Neal Caffrey zijn intrede in de politieserie White Collar. In 2012 speelde Bomer de rol van Ken, een stripper, in de film Magic Mike.

## Privé
Bomer kwam in februari 2012 publiekelijk uit voor zijn homoseksualiteit. Hij en zijn echtgenoot, Simon Halls, hebben drie zonen: Christopher (Kit), Henry en Walker. Bomer doet graag aan sporten als voetbal, honkbal en tennis, en houdt van het spelen van gitaar. Hij is goed bevriend met zijn vroegere klasgenoten Lee Pace en Lynn Collins.

## Trivia
- Bomers drie opeenvolgende rollen in Traveler, Chuck en White Collar hebben toevalligerwijs alle drie iets te maken met de FBI en/of de CIA.

- Bibsys: 13015569
- Biblioteca Nacional de España: XX5166553
- Bibliothèque nationale de France: cb16627689c (data)
- Gemeinsame Normdatei: 1019610131
- International Standard Name Identifier: 0000 0003 6713 6968
- Library of Congress Control Number: no2007080662
- MusicBrainz: 667c4d78-83f1-42ff-bff5-94ab066d2803
- Nationale Bibliotheek van Tsjechië: xx0190081
- Nederlandse Thesaurus van Auteursnamen: 343284480
- Virtual International Authority File: 232147709
- WorldCat: E39PBJckMt8JjmjBWP3k8dwHmd